# 小串站

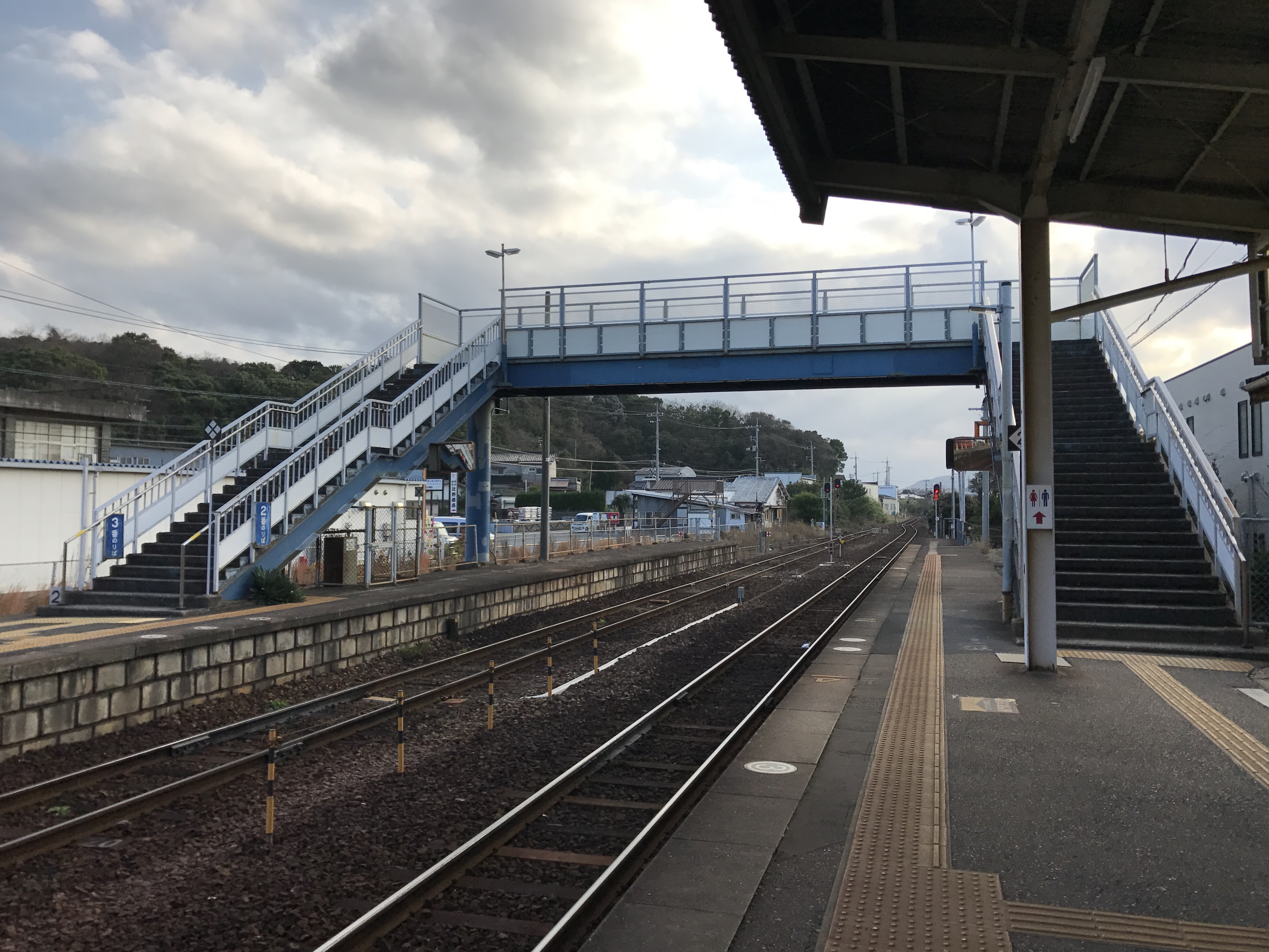
月台（2017年1月）

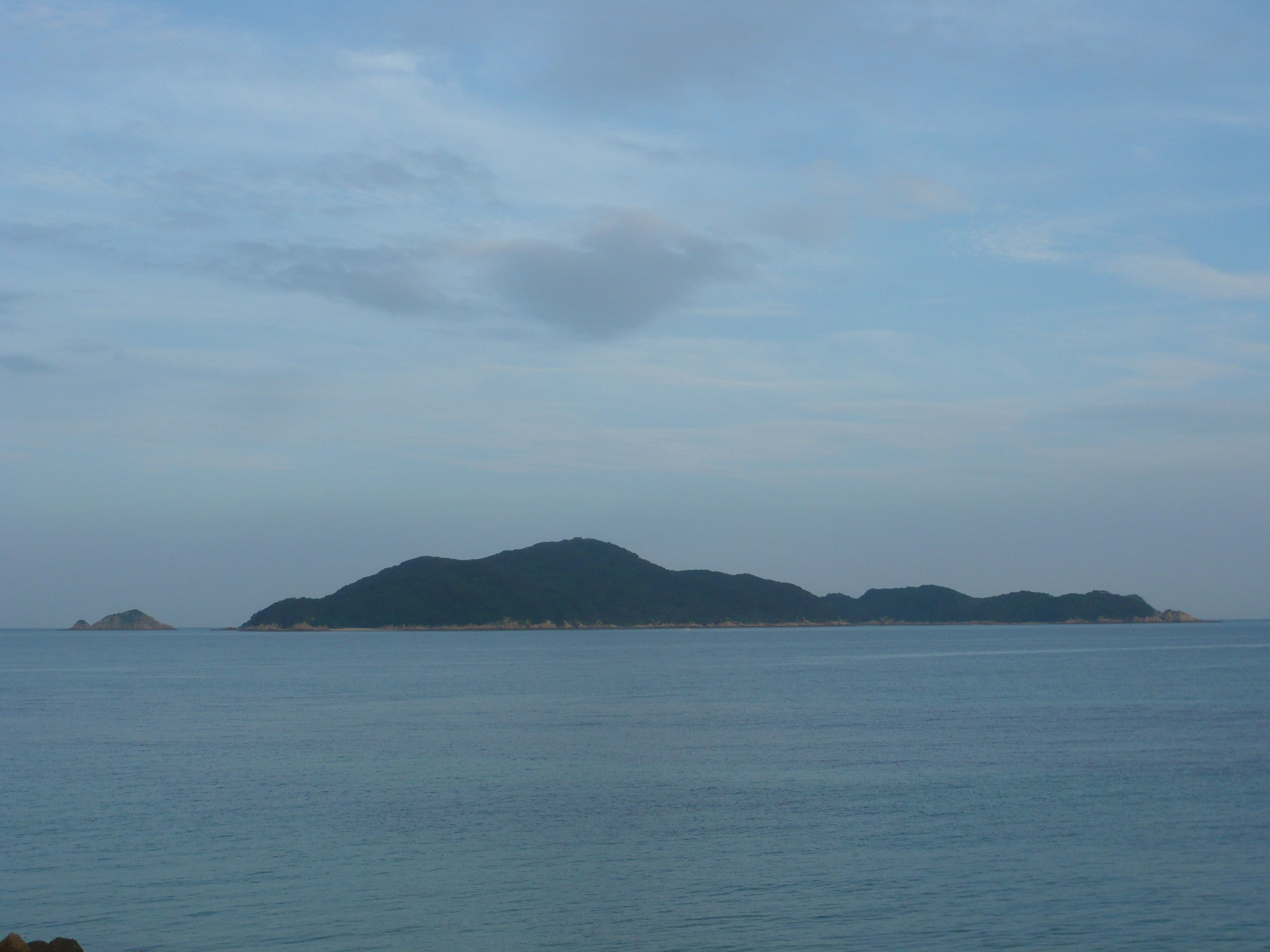
小串站前，男島

小串站（日语：／ Kogushi eki */?）是位於山口縣下關市豐浦町，屬於西日本旅客鐵道（JR西日本）的山陰本線車站。

## 歷史
- 1914年（大正3年）4月22日 - 長州鐵道（日语：長州鉄道）車站啟用，當時為北邊的總站[1]。為客運和貨運車站。
  - 當時車站地址為山口縣豐浦郡小串村（日语：小串町）字石堂。
- 1925年（大正14年）
  - 5月1日 - 小串村實施町制，成為小串町（日语：小串町），車站地址為山口縣豐浦郡小串町字石堂。
  - 6月1日 - 長州鐵道線幡生以北路段國有化，為國有鐵道小串線車站[2]。
  - 8月16日 - 小串線延伸至瀧部站，成為中途站[3]。
- 1933年（昭和8年）2月24日 - 小串線編入至山陰本線，成為山陰本線車站[4]。
- 1956年（昭和31年）7月1日 - 小串町編入至豐浦町（日语：豊浦町 (山口県)），車站地址為山口縣豐浦郡豐浦町大字小串字石堂。
- 1963年（昭和38年）2月1日 - 終止貨物起卸業務。
- 1987年（昭和62年）4月1日 - 伴隨國鐵分割民營化，車站由西日本旅客鐵道（JR西日本）營運。
- 1991年（平成3年）4月1日 - 車站由JR西日本広島MAINTEC（日语：JR西日本広島メンテック）負責車站業務，為業務委託車站。
- 2005年（平成17年）2月13日 - 隨著下關市（第二次）成立，車站地址為現時位置。

## 車站構造
本站是地面車站，設有2面3線的混合式月台，可進行列車交會與進行折返。站房位於1號月台（單式月台）側，該月台設有跨線橋連接2、3號月台（島式月台）。另外，往下關方向與長門市方向的折返列車主要使用島式月台，以方便互相轉乘。
此站是由下關地域鐵道部管理的業務委託車站，並由JR西日本廣島MAINTEC負責車站業務。櫃臺內設有POS終端，在星期六及日暫停營業。

### 月台
| 月台 | 路線      | 上下行 | 方向             | 備註               |
| ---- | --------- | ------ | ---------------- | ------------------ |
| 1    | ■山陰本線 | 上行   | 瀧部、長門市方向 | 從下關直通至此站   |
| 1    | ■山陰本線 | 下行   | 下關方向         | 1日8班             |
| 2    | ■山陰本線 | 下行   | 下關方向         |                    |
| 3    | ■山陰本線 | 上悟   | 瀧部、長門市方向 | 於此站折返列車袋黎 |
| 3    | ■山陰本線 | 下行   | 下關方向         | 1日4班             |

1號月台為上行本線，2號月台為下行本線，3號月台為上下行本線。
此站設有多班列車折返往下關方向（當中多以4卡編成），而此站至長門市站之間的班次較少。在長門市站方向路段進行維護路軌工程時，日間所有列車會在此站折返（同時開設此站至長門市站之間的代行巴士）。此站設有列車夜間停泊，這些列車在2號月台和3號月台停泊。

## 使用狀況
以下為近年1日平均乘車人次列表：
| 乘車人次變化 | 乘車人次變化    |
| 年度         | 1日平均乘車人次 |
| ------------ | --------------- |
| 1999         | 679             |
| 2000         | 665             |
| 2001         | 630             |
| 2002         | 604             |
| 2003         | 581             |
| 2004         | 552             |
| 2005         | 506             |
| 2006         | 470             |
| 2007         | 451             |
| 2008         | 440             |
| 2009         | 445             |
| 2010         | 457             |
| 2011         | 454             |
| 2012         | 422             |
| 2013         | 442             |
| 2014         | 416             |
| 2015         | 452             |
| 2016         | 430             |
| 2017         | 415             |
| 2018         | 335             |

## 車站周邊
車站周邊較多住宅區。除了前豐浦町公所外，前豐浦町的行政機構均集中於小串站附近。車站附近也設有警署、保健所、醫院、高校等設施。前豐浦町公所（現時為豐浦綜合分所）與豐浦圖書館於川棚溫泉站附近。
國道191號位於車站後方通過（巴士站也在車站後方國道上），車站前方設有縣道小串停車場線。
公共設施
- 下關市政廳 小串分所
- 下關保健所豐浦分所
- 豐浦郵局
- 山口縣警小串警署（日语：小串警察署）
- 山口縣濟生會豐浦醫院（日语：山口県済生会豊浦病院）

教育機構
- 山口縣立響高等學校（日语：山口県立響高等学校）
- 山口縣立豐浦綜合支援學校（日语：山口県立豊浦総合支援学校）
- 下關市立夢丘中學（豐浦中與宇賀中合併，於平成17年開校）
- 下關市立小串小學

觀光、娛樂設施
- 夢丘運動公園
- 小串海灘

商業設施
- 超級市場丸和（日语：丸和）小串店
- 7-11小串店
- EDION（日语：エディオン）小串店

### 巴士路線
- 藍線交通（日语：ブルーライン交通） - 在車站後方的國道191號上設有「小串站」巴士站。
  - 福德稻荷、湯玉站、大河內溫泉、橫道、濱井場、宇賀本鄉、土井濱、特牛港、肥中方向
  - 豐浦綜合支援學校（日语：山口県立豊浦総合支援学校）、豐浦醫院（日语：山口県済生会豊浦病院）、川棚站、川棚溫泉方向

## 相鄰車站
西日本旅客鐵道
■山陰本線
湯玉－小串－川棚溫泉

## 注腳
1. 1 2  「通運」『官報』1914年4月28日（國立國會圖書館數碼化收藏）
2. ↑  「鉄道省告示第81号」『官報』1925年5月26日（國立國會圖書館數碼化收藏）
3. ↑  「鉄道省告示第151号」『官報』1925年8月11日（國立國會圖書館數碼化收藏）
4. ↑  「鉄道省告示第42号」『官報』1933年2月18日（國立國會圖書館數碼化收藏）
5. ↑  山口縣統計年鑑

## 外部連結
- 小串｜車站資訊：JR出門網 - 西日本旅客鐵道